# Go!Go!FRI☆デナイト
『Go!Go!FRI☆デナイト』（ゴーゴーフライデナイト）とは、エフエム秋田で毎週金曜日午後7時から7時55分まで放送されていたラジオ番組。『GO!GO!フライデナイト』とも表記される。
パーソナリティは佐々木舞子、古谷昌之。2011年（平成23年）3月25日の放送を持って終了した。

## 番組概要
秋田の「飲む」「食べる」「遊ぶ」などの娯楽をテーマにした番組。秋田在住の女の子を紹介する「秋田美人ジャック」のコーナーや、今夜すぐにでも行ける番組オススメのお店を紹介する「今夜も飲まナイト」、友人やペットから車や携帯といった自分にとっての「相棒」についてのメールを紹介する「今日のあいぼう」、初心者向けのパチンコ・パチスロ情報を届ける「はじパチ」などのコーナーがあった。